# Кубок вызова ЕКВ среди женщин 2011/2012
5-й розыгрыш Кубка вызова ЕКВ среди женщин (40-й с учётом Кубка обладателей кубков и Кубка топ-команд) проходил с 8 октября 2011 по 1 апреля 2012 года. Со старта турнира в нём принимали участие 36 клубных команд из 24 стран-членов Европейской конфедерации волейбола. С 3-го круга к соревнованиям подключились ещё 16 команд, выбывших из 1/16 финала розыгрыша Кубка ЕКВ. Победителем стала азербайджанская команда «Локомотив» (Баку).

## Команды-участницы (с 1-го и 2-го раундов)
| Страна      | Команда                               |
| ----------- | ------------------------------------- |
| Австрия     | «Тироль» (Инсбрук)                    |
| Австрия     | «Шпаркассе-Вилдкатс» (Клагенфурт)     |
| Азербайджан | «Бакы» (Баку)                         |
| Азербайджан | «Локомотив» (Баку)                    |
| Бельгия     | «Гент» (Гент)                         |
| Бельгия     | «Хермес» (Остенде)                    |
| Болгария    | «Марица» (Пловдив)                    |
| Венгрия     | «Вашаш-Обуда» (Будапешт)              |
| Венгрия     | «Уйпешти ТЕ» (Будапешт)               |
| Германия    | «Зуль» (Зуль)                         |
| Греция      | «Маркопуло» (Маркопулон)              |
| Израиль     | «Хапоэль» (Кфар-Сава)                 |
| Испания     | «Валериано Альес Менорка» (Сьюдадела) |
| Кипр        | «Анортосис» (Фамагуста)               |
| Кипр        | АЭЛ (Лимасол)                         |
| Нидерланды  | «Верт» (Верт)                         |
| Нидерланды  | «Слидрехт Спорт» (Слидрехт)           |
| Польша      | «Импел-Гвардия» (Вроцлав)             |
| Португалия  | «Мадейра» (Фуншал)                    |
| Португалия  | «Рибейренше» (Лажиш-ду-Пику)          |
| Россия      | «Омичка» (Омск)                       |
| Румыния     | «Медичина» (Тыргу-Муреш)              |
| Румыния     | «Уник» (Пьятра-Нямц)                  |
| Словакия    | «Допрастав» (Братислава)              |
| Словакия    | «Славия» (Братислава)                 |
| Словения    | «Витал» (Любляна)                     |
| Словения    | «Кальцит» (Камник)                    |
| Турция      | «Нилюфер» (Бурса)                     |
| Украина     | «Джинестра» (Одесса)                  |
| Украина     | «Северодончанка» (Северодонецк)       |
| Финляндия   | «Ориведен Поннистус» (Оривеси)        |
| Франция     | «Эврё» (Эврё)                         |
| Хорватия    | «Риека» (Риека)                       |
| Швейцария   | «Канти» (Шаффхаузен)                  |
| Швейцария   | «Цайлер» (Кёниц)                      |
| Швеция      | «Катринехольм» (Катринехольм)         |
| Швеция      | «Энгельхольм» (Энгельхольм)           |

## Система проведения розыгрыша
С первых двух раундов в розыгрыше участвуют 36 команд. Во всех стадиях турнира применяется система плей-офф, то есть команды делятся на пары и проводят между собой по два матча с разъездами. Победителем пары выходит команда, одержавшая две победы. В случае равенства побед вне зависимости от соотношения партий по сумме двух матчей назначается дополнительный сет (до 15 очков), победивший в котором выходит в следующую стадию розыгрыша.
После 2-го раунда со стадии 1/16 финала к 16 оставшимся клубам присоединяются 16 команд, выбывших из 1/16 финала Кубка ЕКВ.

## 1-й раунд
октябрь 2011
 «Бакы» (Баку) —  «Анортосис» (Фамагуста)
8 октября. 3:0 (25:7, 25:7, 25:8).
9 октября. 3:0 (25:10, 25:9, 25:16). Оба матча прошли в Баку.
 «Катринехольм» —  «Витал» (Любляна)
9 октября. 3:1 (27:25, 25:14, 23:25, 25:12).
16 октября. 3:1 (26:24, 25:22, 21:25, 25:22).
 «Хапоэль» (Кфар-Сава) —  «Допрастав» (Братислава)
16 октября. 3:1 (25:23, 25:20, 22:25, 25:23).
17 октября. 0:3 (21:25, 15:25, 25:27). «Золотой» сет — 15:9. Оба матча прошли в Раанане (Израиль).
 «Нилюфер» (Бурса) —  «Уйпешти ТЕ» (Будапешт)
9 октября. 3:0 (25:12, 25:14, 25:13).
15 октября. 3:0 (25:12, 25:16, 25:23).
 «Энгельхольм» —  «Канти» (Шаффхаузен)
9 октября. 1:3 (25:19, 13:25, 17:25, 12:25).
15 октября. 1:3 (18:25, 10:25, 25:20, 13:25).

## 2-й раунд
29.11-1.12/ 7-8.12.2011
 «Зуль» —  «Тироль» (Инсбрук)
30 ноября. 3:0 (25:15, 25:15, 25:22).
7 декабря. 3:0 (26:24, 25:14, 25:13).
 «Цайлер» (Кёниц) —  «Мадейра» (Фуншал)
30 ноября. 3:0 (25:18, 25:15, 25:19).
7 декабря. 3:0 (25:21, 26:24, 25:12).
 «Валериано Альес Менорка» (Сьюдадела) —  «Медичина» (Тыргу-Муреш)
30 ноября. 3:1 (25:19, 21:25, 25:20, 25:15).
7 декабря. 0:3 (18:25, 12:25, 18:25). «Золотой» сет — 11:15.
 «Кальцит» (Камник) —  «Северодончанка» (Северодонецк)
30 ноября. 3:1 (25:20, 25:23, 21:25, 25:22).
7 декабря. 0:3 (15:25, 21:25, 22:25). «Золотой» сет — 15:12.
 «Бакы» (Баку) —  «Эврё»
1 декабря. 3:1 (25:15, 18:25, 25:20, 25:11).
7 декабря. 3:0 (25:16, 25:15, 25:20).
 «Риека» —  «Ориведен Поннистус» (Оривеси)
30 ноября. 3:2 (17:25, 18:25, 25:22, 25:20, 16:14).
7 декабря. 2:3 (23:25, 25:18, 26:24, 20:25, 4:15). «Золотой» сет — 20:18.
 «Шпаркассе-Вилдкатс» (Клагенфурт) —  «Верт»
29 ноября. 1:3 (25:15, 22:25, 16:25, 15:25).
7 декабря. 0:3 (10:25, 7:25, 21:25).
 «Омичка» (Омск) —  АЭЛ (Лимасол)
30 ноября. 3:0 (25:14, 25:15, 25:16).
8 декабря. 3:0 (25:15, 25:18, 25:19).
 «Гент» —  «Нилюфер» (Бурса)
30 ноября. 3:0 (25:23, 25:15, 25:17).
7 декабря. 1:3 (16:25, 25:14, 20:25, 16:25). «Золотой» сет — 15:11.
 «Хермес» (Оденсе) —  «Маркопуло» (Маркопулон)
30 ноября. 3:2 (30:28, 23:25, 25:19, 24:26, 15:13).
7 декабря. 0:3 (13:25, 9:25, 24:26). «Золотой» сет — 14:16.
 «Импел-Гвардия» (Вроцлав) —  «Марица» (Пловдив)
29 ноября. 3:0 (25:10, 25:21, 25:23).
7 декабря. 3:0 (25:22, 25:18, 25:16).
 «Славия» (Братислава) —  «Уник» (Пьятра-Нямц)
29 ноября. 3:1 (13:25, 25:22, 25:23, 25:20).
8 декабря. 0:3 (23:25, 16:25, 21625). «Золотой» сет — 6:15.
 «Катринехольм» —  «Джинестра» (Одесса)
Отказ «Джинестры».
 «Вашаш-Обуда» (Будапешт) —  «Локомотив» (Баку)
30 ноября. 0:3 (21:25, 11:25, 9:25).
8 декабря. 0:3 (22:25, 11:25, 18:25).
 «Слидрехт Спорт» (Слидрехт) —  «Хапоэль» (Кфар-Сава)
30 ноября. 3:0 (25:18, 25:12, 25:20).
7 декабря. 3:2 (25:23, 18:25, 25:12, 14:25, 15:11).
 «Канти» (Шаффхаузен) —  «Рибейренше» (Лажиш-ду-Пику)
30 ноября. 3:0 (25:19, 25:23, 25:21).
8 декабря. 1:3 (23:25, 25:20, 12:25, 22:25). «Золотой» сет — 15:17.
К вышедшим по итогам 2-го раунда в 1/16 финала присоединились команды, выбывшие на стадии 1/16 из розыгрыша Кубка ЕКВ 2011/12:
| «Хапоэль Неве-Шаанан» (Хайфа) «Линц-Штег» (Линц) «Раднички» (Белград) «Иллербанкасы» (Анкара) «Аполлон» (Лимасол) «Истр Уэс Прованс» (Истр) «Единство» (Брчко) «Динамо» (Бухарест) | «Олимпиакос» (Пирей) «Канне-Рошвиль» (Ле-Канне) «Вуковар» «Франш-Монтань» (Сеньлежье) «Визура» (Белград) «Сплит-1700» (Сплит) «Химик» (Южное) «Кралово Поле» (Брно) |

## 1/16 финала
10-11.01/ 17-18.01.2012
 «Зуль» —  «Хапоэль Неве-Шаанан» (Хайфа)
11 января. 3:0 (25:20, 25:15, 25:22).
18 января. 3:0 (25:12, 25:17, 25:16).
 «Линц-Штег» (Линц) —  «Цайлер» (Кёниц)
11 января. 2:3 (17:25, 25:19, 25:15, 21:25, 13:15).
18 января. 0:3 (12:25, 19:25, 17:25).
 «Раднички» (Белград) —  «Медичина» (Тыргу-Муреш)
10 января. 1:3 (15:25, 25:22, 16:25, 20:25).
17 января. 0:3 (22:25, 16:25, 20:25).
 «Кальцит» (Камник) —  «Иллербанкасы» (Анкара)
11 января. 1:3 (22:25, 26:24, 12:25, 21:25).
17 января. 0:3 (16:25, 16:25, 18:25).
 «Бакы» (Баку) —  «Аполлон» (Лимасол)
11 января. 3:0 (25:20, 25:19, 25:13).
18 января. 3:0 (25:15, 25:17, 25:13).
 «Истр Уэс Прованс» (Истр) —  «Риека»
11 января. 3:1 (25:17, 18:25, 25:11, 25:18).
17 января. 1:3 (25:18, 31:33, 21:25, 24:26). «Золотой» сет — 13:15.
 «Верт» —  «Единство» (Брчко)
11 января. 3:1 (25:21, 27:25, 22:25, 25:17).
18 января. 2:3 (25:21, 19:25, 25:23, 17:25, 10:15). «Золотой» сет — 15:13.
 «Омичка» (Омск) —  «Динамо» (Бухарест)
11 января. 3:0 (25:23, 26:24, 25:14).
18 января. 3:2 (25:20, 25:23, 21:25, 22:25, 15:3).
 «Гент» —  «Олимпиакос» (Пирей)
11 января. 3:0 (25:21, 25:21, 25:21).
17 января. 3:0 (25:16, 25:16, 25:22).
 «Канне-Рошвиль» (Ле-Канне) —  «Маркопуло» (Маркопулон)
11 января. 3:0 (25:16, 25:23, 25:19).
18 января. 3:1 (27:29, 25:13, 25:22, 25:16).
 «Вуковар» —  «Импел-Гвардия» (Вроцлав)
10 января. 0:3 (28:30, 16:25, 20:25).
17 января. 2:3 (21:25, 29:27, 25:23, 9:25, 12:15).
 «Франш-Монтань» (Сеньлежье) —  «Расинг» (Вильбон)
11 января. 3:1 (26:24, 26:28, 25:20, 25:15).
18 января. 2:3 (25:18, 25:20, 19:25, 23:25, 10:15). «Золотой» сет — 15:6.
 «Визура» (Белград) —  «Катринехольм»
11 января. 3:1 (25:16, 22:25, 25:19, 25:19).
18 января. 3:0 (26:24, 25:18, 25:15).
 «Сплит-1700» (Сплит) —  «Локомотив» (Баку)
11 января. 0:3 (18:25, 21:25, 15:25).
18 января. 0:3 (15:25, 10:25, 18:25).
 «Слидрехт Спорт» (Слидрехт) —  «Химик» (Южное)
11 января. 3:2 (25:19, 25:13, 24:26, 18:25, 15:8).
18 января. 0:3 (21:25, 17:25, 17:25). «Золотой» сет — 7:15.
 «Рибейренше» (Лажиш-ду-Пику) —  «Кралово Поле» (Брно)
11 января. 1:3 (20:25, 25:19, 24:26, 15:25).
17 января. 0:3 (19:25, 22:25, 17:25).

## 1/8 финала
31.01-2.02/ 7-9.02.2012
 «Зуль» —  «Цайлер» (Кёниц)
1 февраля. 2:3 (18:25, 21:25, 25:21, 25:21, 11:15).
8 февраля. 3:2 (25:17, 25:17, 19:25, 24:26, 15:12). «Золотой» сет — 15:11.
 «Иллербанкасы» (Анкара) —  «Медичина» (Тыргу-Муреш)
1 февраля. 3:0 (25:11, 25:20, 25:20).
8 февраля. 3:0 (25:23, 25:21, 25:21).
 «Бакы» (Баку) —  «Риека»
2 февраля. 3:0 (25:14, 25:16, 25:21).
8 февраля. 3:0 (25:17, 25:21, 25:18).
 «Верт» —  «Омичка» (Омск)
1 февраля. 0:3 (23:25, 22:25, 26:28).
7 февраля. 0:3 (14:25, 20:25, 16:25).
 «Гент» —  «Канне-Рошвиль» (Ле-Канне)
1 февраля. 3:0 (25:14, 25:19, 25:20).
8 февраля. 3:0 (25:20, 25:17, 25:20).
 «Импел-Гвардия» (Вроцлав) —  «Франш-Монтань» (Сеньлежье)
31 января. 3:0 (25:22, 26:24, 25:23).
9 февраля. 3:0 (25:13, 25:19, 25:21).
 «Локомотив» (Баку) —  «Визура» (Белград)
1 февраля. 3:1 (25:20, 25:18, 22:25, 25:18).
8 февраля. 3:0 (25:18, 25:7, 25:19).
 «Кралово Поле» (Брно) —  «Химик» (Южное)
2 февраля. 3:2 (18:25, 27:25, 25:17, 21:25, 15:9).
9 февраля. 1:3 (16:25, 25:27, 25:23, 23:25). «Золотой» сет — 15:10.

## Четвертьфинал
21-22.02/ 28-29.02.2012
 «Иллербанкасы» (Анкара) —  «Зуль»
22 февраля. 1:3 (19:25, 31:29, 22:25, 16:25).
29 февраля. 0:3 (27:29, 18:25, 21:25).
 «Омичка» (Омск) —  «Бакы» (Баку)
22 февраля. 3:2 (25:20, 25:27, 27:29, 25:22, 15:11).
28 февраля. 0:3 (22:25, 19:25, 21:25). «Золотой» сет — 9:15.
 «Импел-Гвардия» (Вроцлав) —  «Гент»
21 февраля. 2:3 (18:25, 25:18, 25:21, 21:25, 12:15).
28 февраля. 2:3 (23:25, 25:19, 13:25, 27:25, 12:15).
 «Кралово Поле» (Брно) —  «Локомотив» (Баку)
22 февраля. 3:2 (30:28, 16:25, 25:20, 20:25, 15:12).
29 февраля. 0:3 (19:25, 19:25, 15:25). «Золотой» сет — 18:20.

## Полуфинал
14.03/ 18.03.2012
 «Зуль» —  «Бакы» (Баку)
14 марта. 0:3 (24:26, 19:25, 17:25).
18 марта. 0:3 (12:25, 22:25, 17:25).
 «Гент» —  «Локомотив» (Баку)
14 марта. 0:3 (25:27, 24:26, 21:25).
18 марта. 0:3 (17:25, 22:25, 18:25).

## Финал
28.03/ 1.04.2012
 «Бакы» (Баку) —  «Локомотив» (Баку)
28 марта. 2:3 (23:25, 23:25, 25:17, 25:15, 13:15).
1 апреля. 3:2 (25:27, 25:19, 21:25, 25:20, 15:13). «Золотой» сет — 13:15.

## Итоги

### Положение команд
| «Локомотив» (Баку) |
| «Бакы» (Баку)      |

### Призёры
«Локомотив» (Баку): Диана Ненова, Ольга Пальчевская, Мария Филипова, Лусия Гайдо, Вера Климович, Елена Пархоменко, Кремена Каменова, Нэнси Меткэлф, Элайша Томас, Ивана Прокопич, Александра Самойлова, Марта Санчес Сальфран. Главный тренер — Драгутин Балтич.
  «Бакы» (Баку): Биляна Глигорович, Сибеле Лусиндо Барбоза, Алессандра Тейшейра Лима Фратони, Реган Худ-Скотт, Кинта Стенберген, Натаван Гасимова, Кэти Картер, Яннеке ван Тинен, Раффаэлла Каллони, Ингрид Виссер, Лала Багиева, Рената Коломбо. Главный тренер — Анджело Верчези.

### MVP
Лучшим игроком (MVP) финальной серии признана Нэнси Меткэлф («Локомотив»).